# Renzo Sheput
Renzo Sheput Rodríguez (San Isidro, provincia de Lima, Perú; 8 de noviembre de 1980) es un exfutbolista peruano y su último equipo fue el Carlos A. Mannucci. Tiene 44 años.

## Trayectoria
Renzo Sheput militó desde los 7 años en el Deportivo Zúñiga de La Molina, club donde realizó las divisiones inferiores y del que fue conductor nato en sus torneos juveniles hasta llegar al primer equipo que participaba en Segunda División. En 1998 pasó una prueba en Sporting Cristal que le permitió unirse a su plantel sub-20. Antes tuvo una prueba con Club Atlético Lanús. Fue promovido al plantel profesional de Cristal por Juan Carlos Oblitas en 1999 luego de destacar en el campeonato de Segunda División con el Sporting Cristal "B" un año antes. Debutó a fines de 1999, el año 2000 jugó su primera Copa Libertadores con la celeste y el año 2001 fue cedido a préstamo al Club Unión Minas retornando para la segunda mitad del año al equipo del Rimac donde se ganó un espacio.
En el 2002 encontró la continuidad a la que tanto aspiraba, juega más seguido en el primer equipo rimense bajo el comando técnico de Paulo Autuori, después que 5 jugadores rimenses fueron separados, a fin de año lograría su primer título. Juega su segunda Copa Libertadores y a fin de ese año obtuvo su primer campeonato en el torneo peruano convirtiéndose en pieza importante del equipo celeste. En el año 2003 juega su tercera Copa Libertadores, luego sale campeón del torneo Apertura. Sheput luego pasaría al San Martín, Bolognesi de Tacna y Alianza Atlético de Sullana, equipos donde obtuvo continuidad.
En 2007 desciende a la Segunda División del Perú con el Deportivo Municipal. En el año 2008 regresa al equipo celeste y el año 2009 juega su cuarta Copa Libertadores.
En enero de 2010 viaja al exterior para unirse al club La Equidad de la Primera A de Colombia. Luego de un año con el equipo capitalino, con el cual logró el segundo lugar del Torneo Apertura, sigue siendo recordado con el "asegurador" por sus grandes goles y sobre todo por su gol en la final contra Junior tanto que le bastó para ganar el partido de ida, en La Equidad compartió equipo con Santiago Arias actual defensa del PSV y seleccionado cafetero.
En 2011 regresó al fútbol peruano contratado por el Juan Aurich de Chiclayo y termina formando parte del equipo que logró el título en el Campeonato Descentralizado por primera vez en su historia. Fue nombrado como el mejor volante creativo del año. Acabada la temporada, volvió al Sporting Cristal consagrándose nuevamente campeón nacional siendo uno de los máximos referentes gracias a su jerarquía, magia y goles.
En 2016 ficha por Juan Aurich. A mitad del 2017 ficha por Sport Boys y logra ascender a la máxima categoría. A mitad del 2018 ficha por Carlos Mannucci y se corona subcampeón de la Segunda División del fútbol peruano logrando el ascenso a Primera.
El 24 de noviembre de 2019 juega su último partido como futbolista profesional, en un empate 2-2 contra Deportivo Municipal.

## Clubes
| Equipo                           | País     | Temporada   | PJ(G)   |
| -------------------------------- | -------- | ----------- | ------- |
| Deportivo Zúñiga                 | Perú     | 1998        | ?(?)    |
| Sporting Cristal "B"             | Perú     | 1999        | ?(?)    |
| Sporting Cristal                 | Perú     | 1999 - 2000 | 18(0)   |
| Unión Minas                      | Perú     | 2001        | 17(3)   |
| Sporting Cristal                 | Perú     | 2001 - 2003 | 59(11)  |
| Universidad San Martín de Porres | Perú     | 2004        | 44(3)   |
| Coronel Bolognesi                | Perú     | 2005 - 2006 | 42(5)   |
| Atlético de Sullana              | Perú     | 2006        | 19(4)   |
| Deportivo Municipal              | Perú     | 2007        | 37(7)   |
| Sporting Cristal                 | Perú     | 2008 - 2009 | 81(12)  |
| La Equidad                       | Colombia | 2010        | 34(6)   |
| Juan Aurich                      | Perú     | 2011        | 28(6)   |
| Sporting Cristal                 | Perú     | 2012 - 2016 | 142(40) |
| Juan Aurich                      | Perú     | 2016 - 2017 | 32(2)   |
| Sport Boys                       | Perú     | 2017 - 2018 | 22(4)   |
| Carlos A. Mannucci               | Perú     | 2018 - 2019 | 25(5)   |

## Palmarés

### Campeonatos nacionales
| Título                    | Club             | País | Año  |
| ------------------------- | ---------------- | ---- | ---- |
| Primera División del Perú | Sporting Cristal | Perú | 2002 |
| Primera División del Perú | Juan Aurich      | Perú | 2011 |
| Primera División del Perú | Sporting Cristal | Perú | 2012 |
| Primera División del Perú | Sporting Cristal | Perú | 2014 |
| Primera División del Perú | Sporting Cristal | Perú | 2016 |
| Segunda División          | Sport Boys       | Perú | 2017 |

### Torneos cortos
| Título          | Club             | País | Año  |
| --------------- | ---------------- | ---- | ---- |
| Torneo Clausura | Sporting Cristal | Perú | 2002 |
| Torneo Apertura | Sporting Cristal | Perú | 2003 |
| Torneo Clausura | Sporting Cristal | Perú | 2014 |

### Distinciones individuales
| Distinción                                                                                            | Año  |
| --- | ---- |
| Mejor gol de la temporada en Perú                                                                     | 2009 |
| Máximo asistidor del Campeonato Descentralizado                                                       | 2011 |
| Incluido en el equipo ideal del Campeonato Descentralizado según el portal periodístico DeChalaca.com | 2011 |